# Công tước phu nhân xứ York
Công tước phu nhân xứ York là danh hiệu dành cho vợ của Công tước xứ York. Ba trong số mười một Công tước xứ York không kết hôn hoặc đã lên ngôi trước khi kết hôn, trong khi hai trong số các công tước kết hôn hai lần, vì vậy chỉ có mười vị Công tước phu nhân xứ York.

## Danh sách Công tước phu nhân xứ York
Mười vị Công tước phu nhân xứ York bao gồm:
| Người | Tên                          | Sinh                 | Kết hôn                          | Trở thành Công tước phu nhân xứ York | Hôn phối                 | Thay đổi tước vị                                                               | Qua đời              |
| ----- | ---------------------------- | -------------------- | -------------------------------- | ------------------------------------ | ------------------------ | ------------------------------------------------------------------------------ | -------------------- |
|       | Isabel của Castilla          | 1355                 | 11 tháng 7 năm 1372              | 6 tháng 8 năm 1385                   | Edmund xứ Langley        | 23 tháng 12 năm 1392                                                           | 23 tháng 12 năm 1392 |
|       | Joan Holland                 | 1380                 | 4 tháng 11 năm 1393              | 4 tháng 11 năm 1393                  | Edmund xứ Langley        | 1 tháng 8 năm 1402 Chồng qua đời; trở thành Thái Công tước phu nhân xứ York    | 12 tháng 4 năm 1434  |
|       | Philippa de Mohun            |                      | trước ngày 7 tháng 10 năm 1398   | 1 tháng 8 năm 1402                   | Edward của Norwich       | 25 tháng 10 năm 1415 Chồng qua đời; trở thành Thái Công tước phu nhân xứ York  | 17 tháng 7 năm 1431  |
|       | Cecily Neville               | 3 tháng 5 năm 1415   | Tháng 10 năm 1429 (hoặc sớm hơn) | Tháng 10 năm 1429 (hoặc sớm hơn)     | Richard Plantagenet      | 30 tháng 12 năm 1460 Chồng qua đời; trở thành Thái Công tước phu nhân xứ York  | 31 tháng 5 năm 1495  |
|       | Anne de Mowbray              | 10 tháng 12 năm 1472 | 15 tháng 1 năm 1478              | 15 tháng 1 năm 1478                  | Richard xứ Shrewsbury    | 19 tháng 11 năm 1481                                                           | 19 tháng 11 năm 1481 |
|       | Anne Hyde                    | 12 tháng 3 năm 1637  | 3 tháng 9 năm 1660               | 3 tháng 9 năm 1660                   | James Stuart             | 31 tháng 3 năm 1671                                                            | 31 tháng 3 năm 1671  |
|       | Maria của Este               | 5 tháng 10 năm 1658  | 21 tháng 11 năm 1673             | 21 tháng 11 năm 1673                 | James Stuart             | 6 tháng 2 năm 1685 Chồng lên ngôi với tên gọi James II; trở thành Vương hậu    | 7 tháng 5 năm 1718   |
|       | Friederike Charlotte của Phổ | 7 tháng 5 năm 1767   | 29 tháng 9 năm 1791              | 29 tháng 9 năm 1791                  | Vương tử Frederick       | 6 tháng 8 năm 1820                                                             | 6 tháng 8 năm 1820   |
|       | Mary xứ Teck                 | 26 tháng 5 năm 1867  | 6 tháng 7 năm 1893               | 6 tháng 7 năm 1893                   | George của Liên hiệp Anh | 6 tháng 5 năm 1910 Chồng lên ngôi với tên gọi George V; trở thành Vương hậu    | 24 tháng 3 năm 1953  |
|       | Elizabeth Bowes-Lyon         | 4 tháng 8 năm 1900   | 26 tháng 4 năm 1923              | 26 tháng 4 năm 1923                  | Albert của Liên hiệp Anh | 11 tháng 12 năm 1936 Chồng lên ngôi với tên gọi George VI; trở thành Vương hậu | 30 tháng 3 năm 2002  |
|       | Sarah Ferguson               | 15 tháng 10 năm 1959 | 23 tháng 7 năm 1986              | 23 tháng 7 năm 1986                  | Andrew của Liên hiệp Anh | 30 tháng năm 1996 Ly hôn; được gọi là Sarah, Công tước phu nhân xứ York        |                      |

Năm 1791, Friederike Charlotte của Phổ (1791–1820) kết hôn với Vương tử Frederick, Công tước xứ York và Albany (con trai thứ hai của Vua George III); do đó  trở thành HRH Công tước phu nhân xứ York và Albany. Bà công tước Friederike Charlotte được chào đón nồng nhiệt khi đến Anh nhưng vì mối quan hệ bất hòa với chồng, cặp đôi đã ly thân. Vì hai công tước của 2 xứ York và Albany trước đó chưa từng kết hôn và Frederick là công tước của 2 xứ York và Albany cuối cùng, Friederike Charlotte là bà người duy nhất là vợ của một vị công tước của cà 2 xứ York và Albany.

## Những vật được đặt theo Công tước phu nhân xứ York

### Tàu thuyền
- HMS Duchess of York (1801), được đóng tại Calcutta năm 1801 và bị đắm ngoài khơi Madagascar năm 1811. [1]
- HMS Duchess of York (1898) là một tàu chạy bằng hơi nước có mái chèo, do Barclay, Curle &amp; Co. Ltd., Glasgow chế tạo, được sử dụng như một tàu quét mìn trong Chiến tranh thế giới thứ nhất. Sau đó được đổi tên thành Duchess of Cornwall để một con tàu mới lấy tên của nó. [2]
- SS Duchess of York (1928), một tàu biển chạy bằng tuabin hơi nước do John Brown & Co Ltd., Clydebank chế tạo cho công ty Tàu hơi nước Thái Bình Dương Canada. tàu bị chìm sau khi bị ném bom năm 1943. [3]

### Khác
- Phòng khám Duchess of York, khai trương vào năm 1935 tại Bệnh viện Vương thất và Nhà dành cho Người mắc bệnh nan y. [4]